# Borzęcinko
Borzęcinko (kaszb. Nowé Bòrzãcëno lub Bòrzãcënkò, niem. Neu Bornzin) – wieś kaszubska w Polsce położona w województwie pomorskim, w powiecie słupskim, w gminie Dębnica Kaszubska. Wieś jest częścią składową sołectwa Brzeziniec-Borzęcniko.

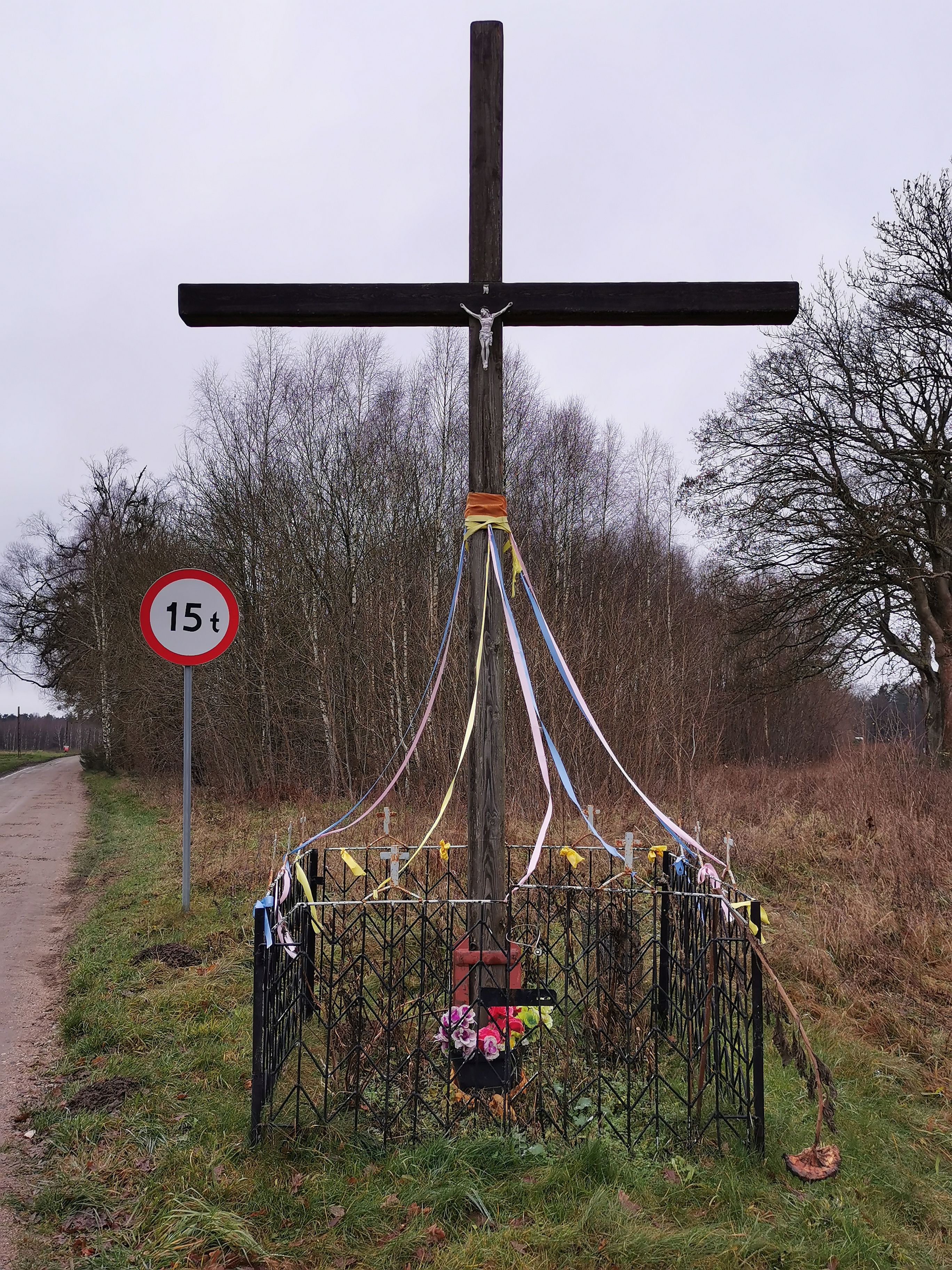
Przydrożny krzyż w Borzęcinku

W latach 1975–1998 miejscowość położona była w województwie słupskim.

## Nazwa
Nazwa miejscowości jest tzw. chrztem nazewniczym i ma charakter pseudotopograficzny-relacyjny. Powstała przez zdrobnienie nazwy miejscowej Borzęcino formantem -k-. Pierwotna niemiecka nazwa Neu Bornzin ma charakter relacyjny i jest ponowiona z nazwy miejscowej Bornzin z wyróżnikiem neu „nowy”.
Rada Języka Kaszubskiego proponuje opartą na polskiej kaszubską formę nazwy Bòrzãcënkò.